# ألكسندر غوتمان
ألكسندر غوتمان (بالروسية: Гутман, Александр Ильич)‏ (و. 1945 – 2016 م) هو مخرج سينمائي، ومونتير، ومنتج أفلام، ومصور سينمائي، وكاتب سيناريو من روسيا، الاتحاد السوفيتي .

## التعليم
تعلم في معهد غيراسيموف للسينما

## جوائز
حصل على جوائز منها:
- Honored Artist of the Russian Federation.

## روابط خارجية
- ألكسندر غوتمان على موقع IMDb (الإنجليزية)
- ألكسندر غوتمان على موقع قاعدة بيانات الفيلم (الإنجليزية)
- ألكسندر غوتمان على موقع كينوبويسك (الروسية)
- ألكسندر غوتمان على موقع كينوبويسك (الروسية)